# Істок (гміна Нарва)
Істок (пол. Istok) — село в Польщі, у гміні Нарва Гайнівського повіту Підляського воєводства. Населення — 36 осіб (2011).

## Історія
Засноване на межі XIX і XX століть.
У 1975—1998 роках село належало до Білостоцького воєводства.

## Демографія
Демографічна структура станом на 31 березня 2011 року:
|          | Загалом | Допрацездатний вік | Працездатний вік | Постпрацездатний вік |
| -------- | ------- | ------------------ | ---------------- | -------------------- |
| Чоловіки | 18      | 2                  | 14               | 2                    |
| Жінки    | 18      | 1                  | 8                | 9                    |
| Разом    | 36      | 3                  | 22               | 11                   |